# Nefertiti piercing

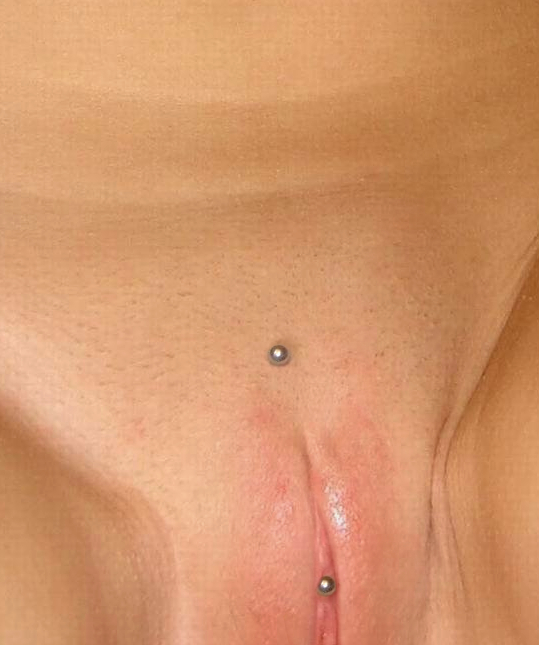
Nefertiti

Nefertiti je ženský genitální piercing, který je kombinací vertikálního piercingu kapucky a Christina piercingu. Vpich je relativně dlouhý (používá se činka až 50 mm dlouhá), jeho začátek je shodný s Christinou, zatímco dole vystupuje obvykle těsně nad klitorisem. Tento piercing je považován za bezpečnější oproti piercingu Isabella, protože neprochází skrz (pod) klitoris. Ne každý piercer je ochoten tento piercing provést, vzhledem k délce vpichu a nemožnosti uchopení do kleští.
Tento piercing oproti Christině tolik nevyrůstá (ovšem hojení je vzhledem k délce vpichu poměrně dlouhé) a dále se uplatní místo Vertical Hood piercingu u žen s velmi krátkou brázdičkou nad klitorisem. Ovšem Nefertiti piercing není příliš obvyklý a jeho nositelkami je pouze málo žen.